# 이병민 (프로게이머)
이병민(1986년 11월 20일 ~ )은 대한민국의 전직 스타크래프트 프로게이머이다.  GoodFriend라는 아이디를 사용하며, 종족은 테란이다.
2003년 투나 주디스(현 위메이드 폭스)에 입단하며 프로게이머 생활을 시작했다.
2005년 9월 팬택앤큐리텔 큐리어스(현 위메이드 폭스)에서 KTF 매직엔스로 이적했다.
2008년 1월 KTF 매직엔스에서 eSTRO로 이적했다.
2008년 6월 3일 사실상 은퇴를 선언하였고, 2008년 9월 15일 은퇴가 공식적으로 발표되었다.

## 무관심
이병민은 실력에 비해 관심을 받지 못해 투명테란으로 잘 알려져 있다.
덕분에 '이병민'을 한/영전환하여 쓴 dlqudals(들쿠달스), 이것을 다시 한/영전환한 emfznekftm(엠프즈넥틈)을 붙여서 dlqudals von emfznekftm(들쿠달스 본 엠프즈넥틈)라는 별명이 생겼다.
여기에 '백작'을 붙이면 어울리기 때문에 들쿠달스 백작, 들쿠달스 본 엠프즈넥틈 백작이라고도 불렸다.

## 수상 경력
메이저 개인리그 준우승 1회
- 2003년 네오위즈 피망컵 프로리그 개인전 다승왕
- 2003년 네오위즈 피망컵 프로리그 신인왕
- 2003년 11월 TG삼보배 2003 MBC게임 스타리그 4위
- 2004년 2월 하나포스 센게임 MSL 8강
- 2004년 5월 질레트 스타리그 16강
- 2004년 8월 SPRIS배 2004 MBC게임 스타리그 4위
- 2004년 9월 EVER 스타리그 2004 16강
- 2004년 10월 스카이 프로리그 2004 2라운드 결승전 MVP
- 2004년 11월 당신은 골프왕 MSL 16강
- 2005년 3월 IOPS 04~05 스타리그 4위
- 2005년 7월 EVER 스타리그 2005 준우승 (2:3 박성준)
- 2005년 10월 CYON MSL 16강
- 2005년 11월 SO1 스타리그 8강
- 2006년 2월 신한은행 스타리그 2005 8강
- 2006년 6월 신한은행 스타리그 2006 시즌1 16강
- 2006년 11월 신한은행 스타리그 2006 시즌2 4위
- 2007년 1월 신한은행 스타리그 2006 시즌3 16강
- 2007년 5월 곰TV MSL Season 2 32강
- 2007년 8월 2007 서울 국제 e스포츠 페스티벌 스타크래프트 256강전 32강
- 2008년 3월 2007 대한민국 e-SPORTS 대상 우정상
- 2008년 6월 아레나 MSL 32강

## 방송
- 2006년 8월 12일 - KBS 2TV 스펀지[2]